# Sony Ericsson Xperia ray
Sony Ericsson Xperia ray ST18i — смартфон серии X от Sony Ericsson на платформе Android в корпусе типа «моноблок», анонсированный в 2011 году в Сингапуре в рамках выставки Communic Asia. Основными достоинствами модели являются: компактный дизайн, экран высокой четкости с диагональю 3.3 дюйма и процессор с частотой 1.0 ГГц. Xperia ray обладает одним из самых тонких корпусов среди всех смартфонов на базе Android (по состоянию на 2011 год).
Название смартфона переводится с английского языка как «луч». Такое название, по замыслу компании, подчеркивает его элегантность и позиционирует как имиджевую модель. В октябре 2011 года в поддержку этого смартфона была запущена рекламная кампания с участием британской фотомодели Дейзи Лоу.
По техническим характеристикам Xperia ray максимально повторяет флагманскую модель Sony Ericsson 2011 года Xperia arc, но отличается более компактным размером корпуса.

## Технические характеристики
- Сети: GSM (850 / 900 / 1800 / 1900), HSDPA 2100
- Операционная система: Google Android 7.1.2(Неофициальная)/2.3.4/4.0.3/ 4.0.4
- Процессор: Qualcomm MSM8255 (S2) с тактовой частотой 1 ГГц ; 1.8 ГГц с версии Google Android 4.0.4
- Оперативная память: 512 МБ
- Память для хранения программ и данных: 420 МБ + 4 ГБ карта памяти microSDHC (поддержка до 32 ГБ;поддержка карт памяти от 2 до 10 классов)
- Экран: 3.3 дюйма, 16 млн цветов, 480x854 пикселя, TFT, сенсорный (ёмкостный) с поддержкой технологии мультитач, Sony Mobile Bravia Engine
- Камера: тыл: 8 Мп, встроенная светодиодная подсветка, автофокус, CMOS Sony Exmor R™, Smile detection, Geo-tagging, видео — 720p HD-видео (30 кадров/сек); фронт: 0.3 Мп для видеовызовов
- Передача данных: Wi-Fi b/g/n, Bluetooth 2.1, USB 2.0
- Навигация: A-GPS, ГЛОНАСС
- Батарея: литий-ионный аккумулятор, 1500 мА × ч
- Прочее: FM-радио с RDS, поддержка Flash
- Размеры и вес: 111x53x9.4 мм, 100 г

## Комплект поставки на российский рынок
- Sony Ericsson XPERIA Ray
- Аккумулятор BA-700
- Проводная гарнитура MH-410
- Зарядное устройство EP-800 GreenHeart
- USB-кабель IS-700
- Карта памяти microSDHC 4 ГБ
- Документация